# Jynx torquilla
Torcicolo-eurasiático (nome científico: Jynx torquilla) é uma espécie de ave pertencente à família dos picídeos. É uma das duas espécies existentes de aves do gênero Jynx, a outra é o torcicolo-de-garganta-castanha.

## Nomes comuns
Dá pelos nomes comuns de papa-formigas, cabeça-de-cobra, doudinha, formigueiro, gira-pescoço, peto-formigueiro, peto-da-chuva